# Tarantula (filme)
Tarantula (prt: Tarântula, a Aranha Gigante; bra: Tarântula) é um filme estadunidense de 1955, dos gêneros horror · ficção científica, dirigido por Jack Arnold para a Universal Pictures. 
O filme ficou conhecido por conter uma participação não creditada de Clint Eastwood como piloto de jatos. Houve locações em Lucerne Valley, Califórnia, numa formação montanhosa conhecida por "Ponto do homem morto".
Alguns anos depois o mesmo diretor filmaria The Incredible Shrinking Man, quando novamente mostrou uma luta entre um humano e uma aranha. Mas nessa história o homem é que teve seu tamanho alterado, ficando diminuto.

## Elenco
- Leo G. Carroll...Prof. Gerald Deemer
- John Agar...Dr. Matt Hastings
- Mara Corday...Stephanie Clayton
- Nestor Paiva...Xerife Jack Andrews
- Ross Elliott...Joe Burch
- Edwin Rand...Tenente John Nolan
- Raymond Bailey...Townsend
- Hank Patterson...Josh
- Bert Holland...Barney Russell
- Steve Darrell...Andy Andersen
- Clint Eastwood...Líder do esquadrão de jatos

## Sinopse
O Professor Gerald Deemer é um biólogo e pesquisador, que vai até a pequena cidade de Desert Rock para realizar experiências que indicarão uma solução para o problema da superpopulação humana no futuro. Com a ajuda da ciência atômica ele e seus ajudantes criam um nutriente que provoca crescimento em animais. A fórmula é instável e um dos pesquisadores, ao testar em si mesmo, desenvolve uma acromegalia. Fica com as mãos e a face deformados e morre logo em seguida. O professor Deemer também se contamina num ataque ao laboratório, que é parcialmente incendiado. As cobaias animais morrem incineradas, exceto uma enorme tarântula que escapa para o deserto. 
Quando chega uma nova assistente do Professor Deemer, a estudante Stephanie, acompanhada do médico local, o doutor Matt Hastings, eles logo percebem que a experiência se descontrolou e que um monstro esta à solta no deserto.